# 仙台市立広瀬小学校
仙台市立広瀬小学校（せんだいしりつ ひろせしょうがっこう）は、宮城県仙台市青葉区下愛子字二本松にある公立小学校。2021年の児童数は594人、23学級、教職員40人。
学制にもとづき1873年に愛子小学校として設立され、広瀬村の成立時に現校名に改称した。学区は愛子東のほとんどと、愛子中央の一部、下愛子の一部で、卒業後はほとんどが広瀬中学校へ進学する。

## 歴史
1872年（明治5年）に発布された学制にもとづく最初の小学校の一つで、1873年（明治6年）6月21日に愛子小学校として設立された。学区は第7大学区第1中学区第22小学区と区分され、上愛子村と下愛子村の児童を通わせた。場所は上愛子の蛇台原で、当初の教師数は3、生徒数は120人であった。
1889年（明治22年）に町村制にもとづく広瀬村が成立すると、広瀬小学校と改称した。広瀬村には他に作並村と熊ケ根村をカバーする作並小学校、上愛子村に設けられた上愛子小学校、郷六村に設けられた郷六小学校があったが、これらはやがて広瀬小学校の下の分教場に格下げになった。現在地への移転は1928年（昭和3年）のことである。
1930年代に広瀬小学校は菅野門之助、沢畑正一らによる生活綴方教育の実践の場となった。1934年（昭和9年）11月に東北地方の教師70余名が参観した公開授業（広瀬小学校綴方研究会）は、参加者に強い印象と生活綴方への自信を与えたという。
1942年（昭和17年） には上愛子分教場を昇格させて上愛子小学校を設け、村の西部の児童をそちらに容れた。1948年（昭和23年）には同様にして作並小学校が分立した。
20世紀後半に仙台市の郊外として周辺地区の人口が増加すると、広瀬小学校の生徒数も増加した。広瀬川対岸の飛び地的位置にあった郷六地区は、宮城町が仙台市に合併した翌1988年（昭和63年）4月に仙台市立折立小学校へ編入した。1992年（平成4年）4月には東部の落合、栗生地区のために栗生小学校が新設された。その後も、学区内の人口が増え続け2008年に宮城県内一番の児童数に達した。このため、2009年4月に錦ヶ丘と上愛子地区と愛子中央の一部と下愛子地区の一部を学区とする愛子小学校が設立された。

### 年表
- 1873年（明治6年）8月1日 - 愛子小学校として開校。
- 1884年（明治17年）8月 - 七北田学区愛子中初等学校に改称。
- 1887年（明治20年） - 作並小学校、郷六小学校、上愛子小学校を廃止し、愛子小学校の分教場にする。
- 1889年（明治22年） - 広瀬村成立により広瀬小学校に改称。
- 1928年（昭和3年） - 下愛子字二本松に移転。郷六分教場を廃止。
- 1934年（昭和9年）11月 - 広瀬小学校綴方研究会開催。
- 1941年（昭和16年） - 国民学校令により広瀬国民学校に改称。
- 1942年（昭和17年） - 上愛子国民学校を分離。
- 1944年（昭和19年） - 校歌制定。
- 1948年（昭和23年） - 広瀬村立広瀬小学校に改称。
- 1955年（昭和30年）2月 - 宮城村成立により宮城村立広瀬小学校に改称。
- 1963年（昭和38年）11月3日 - 宮城村が町となり、宮城町立広瀬小学校に改称。
- 1987年（昭和62年） - 宮城町が仙台市に編入合併されたことにより、仙台市立広瀬小学校に改称。
- 1988年（昭和63年） - 郷六地区を折立小学校へ編入。
- 1992年（平成4年）4月 - 仙台市立栗生小学校を分離。
- 2009年（平成21年）4月 - 仙台市立愛子小学校を分離。

## 学区
出典
- 愛子東1丁目（全域）
- 愛子東2丁目（全域）
- 愛子東3丁目（全域）
- 愛子東4丁目（全域）
- 愛子東5丁目（全域）
- 愛子東6丁目（全域）
- 落合3丁目（全域）
- 落合4丁目（1番の一部、2番）
- 落合5丁目（11～33番、36番、37番、47～63番、65番）
- 栗生7丁目（全域）
- 下愛子（字青木、字稲荷前、字岩谷、字神下、字志出、字清水端、字高橋、字立車、字舘、字田中、字月橋、字天神、字東安、字戸内前、字中原、字風蕃山の一部、字二本松、字白山、字畑合、字葉前場、字廣間、字船見、字町（1～11番）、字松ノ木下、字峯岸前（16番以降）、字明神前、字棟林、字本木、字本木裏、字本木前、字山岸、字横町前）

## 進学先中学校
出典
公立中学校に進学する場合
- 仙台市立広瀬中学校

## 卒業生
- 加藤和彦 - 仙台市議会議員[7]

## 周辺
- 仙台市青葉区広瀬マイスクール児童館 - 同一建物内
- 国道457号線
- 斉勝川
  - なお、斉勝川の南側、国道48号線愛子バイパス沿いには、みやぎ生協愛子店などの商業施設が点在する。
- JR東日本仙山線

## アクセス
- 仙台市営バス「広瀬小学校前」停留所（国道457号線上）から、学校正門まで、
  - 愛子駅前・熊ヶ根関・白沢車庫前・白沢駅前・定義方面行のりばから、徒歩約125m・約2分。
  - 泉中央駅前・実沢営業所・大國神社・白坂・仙台駅前方面行のりばから、徒歩約195m・約3分（バス停から学校正門まで直線距離は約115mだが、学校付近に横断歩道が無く、国道を跨ぐ歩道橋を経由する必要がある為、やや遠廻りとなる）。
- JR東日本仙山線愛子駅から、
  - 徒歩約1.5km・約23分。
  - 上述の仙台市営バスに乗車し、「広瀬小学校前」停留所下車後、徒歩。